# Vaskomját
Vaskomját (németül Kemeten) község Ausztriában Burgenland tartományban a Felsőőri járásban,

## Fekvése
Felsőőrtől 6 km-re délnyugatra a Strém-patak partján fekszik.

## Története
Vaskomját határában a mai településtől nyugatra található erdős hegyháton egykor vár állhatott, melyre a "Burggrabenbach" és a "Burgstallberg" földrajzi nevekből lehet következtetni.
A mai települést 1475-ben "Komyath" néven említik először, a Baumkirchnek család szalónaki uradalmához tartozott.
1484-ben a Káldy család tulajdona, majd 1574-től a Batthyányaké. Lakói 1580 körül evangélikusok lettek. A reformáció idején a nyugat-magyarországi evangélikusok egyik központja volt. A katolikus hitre áttért Batthyányi Ádám a többi birtokához hasonlóan az itteni templomot is erőszakkal visszafoglalta. Az 1647. évi országgyűlésen az evangélikus rendek ennek visszaadását is követelték, de nem kapták meg. A 18. században Vaskomját is az ellenálló falvak közé tartozott. A megnövekedett robotterhek egyre nagyobb nyomást gyakoroltak a lakosságra. Sérelmeiket többször is elpanaszolták a szalónaki uradalomnak. Ezeken a körülményeken nem sokat változtatott az 1767-es urbárium sem. Mivel a  kirótt  kötelezettségeket Vaskomját sem teljesítette 1776-ban az uradalom itteni alattvalóval szemben is eljárást folytatott. Ez  a 19. század elején is megismétlődött. 1805-ben és 1809-ben francia csapatok szállták meg a községet. Mivel ellátásuk, elszállásolásuk a lakosságra hárult ez még inkább növelte az amúgy is elviselhetetlen terheket.
Vályi András szerint " KOMJÁT. Kemetten. Német falu Vas Várm. földes Ura G. Batthyáni Uraság, lakosai katolikusok, fekszik Lödöshöz közel, mellynek filiája, határjának síkon fekvő része termékeny, réttyei jók; fájok elég van, eladásra is jó módgyok van."
Fényes Elek szerint " Komját, (Kommeten), német falu, Vas vmegyében, a szalónaki uradalomban, 800 kath. 234 evang. lak., kath. paroch. templommal, szép erdővel, hegyes sovány határral."
Vas vármegye monográfiája szerint " Komját, nagy falu, melynek 255 háza és 1372 németajkú lakosa van. Vallásuk r. kath., ág. ev. és ev. ref. A körjegyzőség székhelye. Postája helyben, távírója Felső-Eör."
1898-ban a település hivatalos nevét Vaskomjátban állapították meg.
1910-ben 1567, túlnyomórészt német lakosa volt. Az első világháborúban 43 helyi lakos esett el. A trianoni békeszerződésig Vas vármegye Felsőőri járásához tartozott. 1921-ben Ausztria Burgenland tartományának része lett. 1938-ban az Anschlußt követően Vaskomjátról 200 romát telepítettek ki haláltáborokba, ahonnan mindössze öten tértek vissza. A második világháborúnak a településen rajtuk kívül még 120 halálos áldozata is volt, akik főként a fronton estek el. A háború után megkezdődött az újjáépítés, ebben az időszakban összesen 170 ház épült fel a községben. Megépült az elektromos és a vízvezeték és a csatornahálózat. Sportpálya és ravatalozó épült. 1962-ben elkészült az új iskolaépület. 1985-ben bővítették a község központot. Könyvtár, postahivatal, tűzoltószertár, orvosi rendelő létesült.

## Nevezetességei
- Szent Miklós püspök tiszteletére szentelt római katolikus temploma a 18. század második felében épült, 1967-ben átépítették, úgy hogy a neoromán berendezést eltávolították, csak Szent István és Szent Imre 1770 körül készített szobrai maradtak meg. Szent Miklós szobra 1500 körül készült.
- A vadászok Szent Hubertus-kápolnája.
- A Saubergkápolna az azonos nevű magaslaton.
- A temető keresztje a legmagasabb ilyen alkotás a környéken.

## Külső hivatkozások
- Vaskomját a dél-burgenlandi települések honlapján
- Vaskomját az Osztrák Statisztikai Hivatal honlapján
- Rövid ismertető Archiválva 2010. november 24-i dátummal a Wayback Machine-ben
- Az SC Kemeten sportklub honlapja Archiválva 2009. szeptember 17-i dátummal a Wayback Machine-ben
- Geomix.at
- A helyi zenekar weboldala[halott link]